# 匡顯
匡顯（？—？），字廷憲，江西饒州府樂平縣永樂鄉人，明朝政治人物、同進士出身。

## 生平
洪武二十七年（1394年）甲戌科進士，拜行人司行人，后署國子監助教，擢福建按察使司僉事、升任廣東肇慶知州，改福建建寧府知府。